# Lycée Laza Kostić de Novi Sad
Le lycée Laza Kostić de Novi Sad (en serbe cyrillique : Гимназија Лаза Костић у Новом Саду ; en serbe latin : Gimnazija Laza Kostić u Novom Sadu) est l'un des quatre lycées de Novi Sad, la capitale de la Voïvodine, en Serbie. Il a été créé en 1996 et est situé 1 rue Laze Lazarevića, dans le quartier de Telep.